# NGC 853
NGC 853 је спирална галаксија у сазвежђу Кит која се налази на NGC листи објеката дубоког неба.
Деклинација објекта је - 9° 18' 19" а ректасцензија 2h 11m 41,0s. Привидна величина (магнитуда) објекта NGC 853 износи 12,9 а фотографска магнитуда 13,5. NGC 853 је још познат и под ознакама MCG -2-6-38, KUG 0209-095, IRAS 02092-0932, PGC 8397.